# Waarland
Waarland (West-Fries:  't Waarland) is een dorp in de gemeente Schagen in de Nederlandse provincie Noord-Holland. Het dorp telde in 2023 ongeveer 2.730 inwoners.

## Geschiedenis
Waarland betekent laagland. De geschiedenis van het dorp Waarland hangt nauw samen met de strijd tegen het water. Het geheel bestond lange tijd uit verschillende eilandjes en meren die later werden droog gelegd. De Slootgaard, de Bleekmeer, de Schaapskuilmeer, de Speketer, de Koetenburg, en het Koog waren allemaal meren die zijn drooggelegd.
De Waarlandpolder is in 1575 met behulp van een van de eerste watermolens droog gelegd. De Oude Slootgaard werd in 1590 droog gelegd, deze lag binnen de ringdijk van de polder Heerhugowaard en werd later bij het Waarland gevoegd.
In 1948 was er de ruilverkaveling van de Waarland- en de Slootgaardpolder. In 1960 volgde de verkaveling van de Speketerspolder, de Schaapskuilpolder en de Bleekmeer.
Bij de buurtschap De Weel lag een ophaalbrug die de verbinding vormde met Zijdewind en ’t Veld.

## Bezienswaardigheden

### Molens
De Poldermolen Waarland die aan de rand van het dorp staat werd kort na 1532 gebouwd. De molen is, buiten de wieken om, in authentieke staat maar wordt niet meer bewoond. In het naastgelegen 'Molenhuys' is een expositie te zien over de strijd tegen het water. In het buitengebied van Waarland, ter hoogte van Zijdewind staat de Slootgaardmolen. Deze molen werd rond 1590 gebouwd om het meertje Slootgaard droog te malen en daarna de Slootgaardpolder droog te houden.

### Vlindertuin
Sinds 2010 is vlindertuin Vlindorado te Waarland gevestigd. Het is een van de grootste op dit gebied in Europa. Bijzondere aanwezige soorten zijn de blauwe Morpho uit Midden-Amerika en de Maleisische papiervlinder.

## Natuur
Ten oosten van Waarland bevinden zich natuurgebieden zoals De Boomerwaal aan de Boomervaart en De Drasse Dijkvoet. Aan de westzijde liggen de Woudmeer- en Speketerspolder. Hier zijn nieuwe natuurgebieden ontstaan door de uitvoering van een waterbergingsproject van de gemeente Harenkarspel. Door de natuurgebieden lopen wandelpaden.

## Sport en recreatie
Sinds 1982 wordt jaarlijks het muziekfestival Badpop Waarland gehouden bij openluchtzwembad Waarland aan de Jonkerstraat. Aan het Alkmaar-Kolhornkanaal is het mogelijk een kano te huren en begint een 15 kilometer lange kanoroute, het Rondje Waarland.
De JASS (Jeugd Aktiviteiten Sport en Spel) organiseert voor de jeugd van Waarland activiteiten als dropping, drieluik, ZaPP, superster en timmerdorp.
Bij sportvereniging Con Zelo worden handbal en voetbal beoefend. Ook is er een tennisvereniging, TV Waarland.

## Geboren in Waarland
- Niek Pancras (1938-2010), acteur